# Draaiorgel de Vijf Prominenten

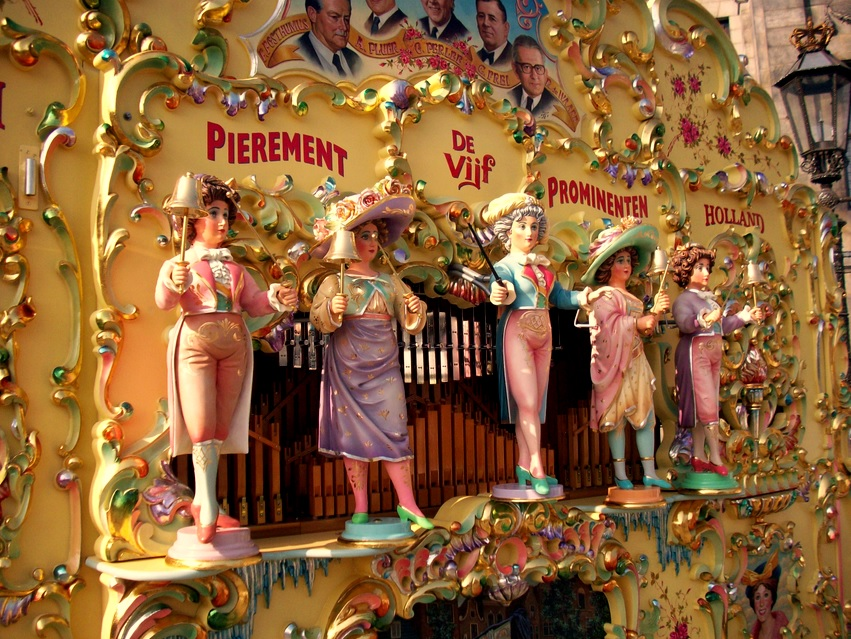
Draaiorgel de Vijf Prominenten, Amsterdam 2012

Draaiorgel de Vijf Prominenten is een Nederlands straatorgel dat in 2008 werd gebouwd. Het orgel telt 92 toetsen.

## Levensloop
De huidige eigenaar had in 2005 het idee om een nieuw orgel te laten bouwen, waarin zijn mooie jeugdherinneringen aan de Amsterdamse straatorgels terug zouden komen. 
Door de hoog gestelde eisen betekende de bouw een enorme uitdaging voor de Firma E. Pluer uit Bussum, waar het orgel gebouwd werd. Aanvankelijk was het de bedoeling dat het orgel dezelfde gamma en dispositie als Draaiorgel de Arabier zou krijgen, maar werd later uitgebreid en aangevuld.
Het front van het orgel en de vijf beelden werden door een zorgvuldig daartoe aangezochte beeldhouwer vervaardigd. Het front van het (oorspronkelijk Nederlands, maar later aan Japan verkochte) Mondorgel werd hierbij als voorbeeld gebruikt. 
Het orgel speelt zowel op boeken als via midi-besturing. Om alles er authentiek ogend uit te laten zien is de midi-besturing geheel in het orgel weggewerkt.
De naam van het orgel slaat op de vijf in het front geschildere portretten van Feite Posthumus, Anton Pluer, Gijs Perlee, Carl Frei en Romke de Waard. Deze personen hebben allemaal veel betekend in de draaiorgelwereld en hadden goede indrukken achtergelaten bij de eigenaar van het orgel.
Het orgel wordt sinds 2009 ingezet bij bijzondere gelegenheden en manifestaties.